# Igreja Matriz de Andrelândia
A Igreja Nossa Senhora do Porto da Eterna Salvação (mais conhecida como Igreja Matriz) é uma igreja católica do estilo barroco, construída por André da Silveira no município brasileiro de Andrelândia, estado de Minas Gerais.
O estilo barroco se estendeu por mais de um século, imbrincando por muitos anos no neoclassicismo, e porque o barroco mineiro não respeitou as fronteiras do tempo. O arquiteto Lúcio Costa apresenta-nos as igrejas do final do século XVIII com as seguintes características principais: presença de corredores com laterais com tribunas, nave escura, muitas portas e janelas na fachada e a existência de dependências com exuberante dourado, altares laterais e um teto que funcionava como a grande tampa da arca de Noé, abrindo-se numa explosão de balaustradas, colunas e arco entremeados de guirlandas floridas, de anjos, de nuvens para a glorificação de Nossa Senhora em pleno céu. Normalmente a glória de Nossa Senhora era pintada no teto.

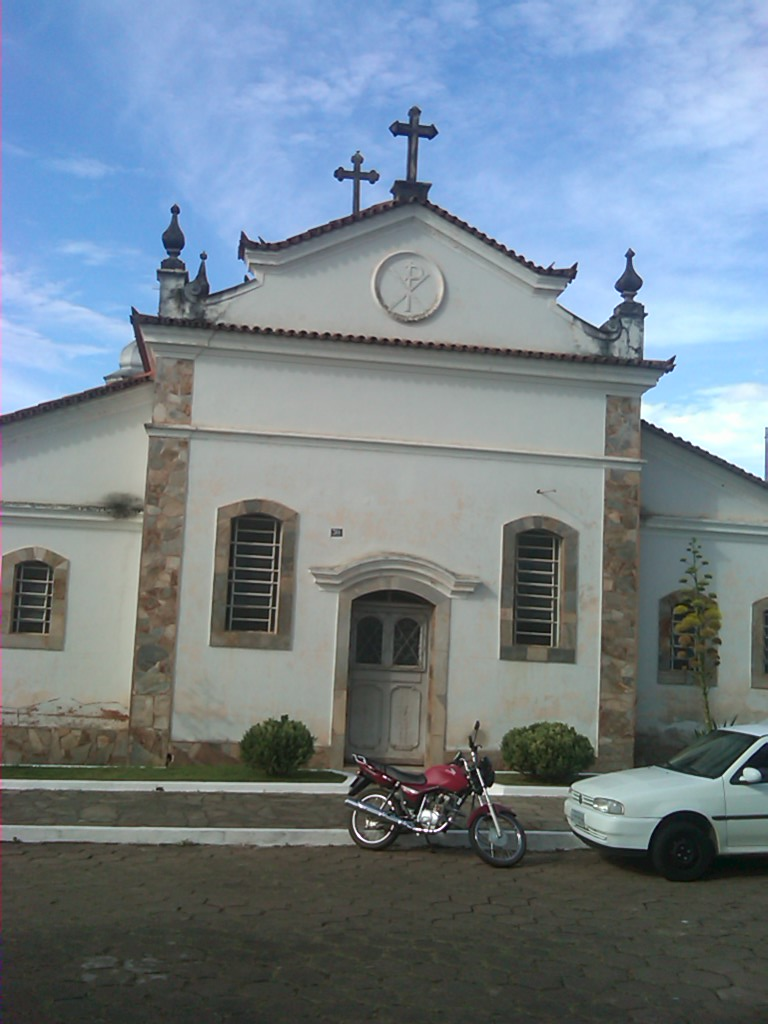
Parte detrás da Igreja Matriz de Andrelândia, situada no Centro de Andrelândia.

Outra característica da época e que evidencia a arquitetura barroca nas igrejas é a duplicidade de detalhes: com exceção da nave, todos os componentes arquitetônicos e acessórios são em número par, em pontos opostos. Janelas aos pares, portas aos pares, óculos aos pares, coros aos pares, capelas aos pares, altares, arcos, torres, arabescos, anjos, lanternas, tribunas, tudo era disposto aos pares. Assim é a Matriz, embora já bem modificada e remodelada.
No ano de 1890, o padre Francisco Severo Malachias realizou a primeira mudança na arquitetura da igreja. Até aquele ano, ela era desprovida de torre. Construiu-se uma torre baixa, aposta à esquerda do prédio, que durou até 1918. Em 1904 e 1913, foram feitos uns reparos, mas, somente para conservação.
A primeira grande transformação foi efetuada no período entre 1918 e 1919, com os seguintes trabalhos: na parte interna, substituíram-se as duas tribunas que havia do lado direito da nave por dois óculos. Suspendeu-se o assoalho, trocando-se todos os barrotes de sustentação e foram colocadas duas grades de ferro e madeira, separando os homens das mulheres. Na parte externa, a igreja adquiriu nova feição com o levantamento de uma torre central, onde se instalou um pararraios. Essas modificações foram feitas no tempo do padre Francisco Del Gaudio.
O padre Ottoni Carlos, por sua vez, a partir de 1921, abriu quatro arcos no interior da igreja, constituindo as duas capelas laterais: uma dedicada a Nossa Senhora da Conceição e outra a Nossa Senhora das Dores e São Vicente de Paula. Remodelou a torre, onde colocou um relógio automático.
Nesse mesmo ano, foram encarnados o crucifixo do altar e as imagens de São João, São José, São Sebastião, Nossa Senhora do Rosário e Nossa Senhora do Porto da Eterna Salvação. Aliás, porque a imagem da padroeira veio da  cidade de Porto, Portugal, ainda paira uma dúvida com relação ao nome da imagem e da paróquia. Uns dizem que a paróquia se chamava Paróquia de Nossa Senhora do Porto do Turvo, porque nas proximidades da capela existiu uma passagem no rio conhecida como "O Porto do Turvo"; e outros alegam que o nome de "Porto da Eterna Salvação" se deve ao fato de a imagem ter vindo da cidade de Porto, Norte de Portugal.
Uma outra reforma profunda, aconteceu nos anos 1950, mais precisamente, com início após a Semana Santa de 1951 e término em 29 de junho de 1953. Essa reforma foi feita sob a coordenação do padre Jaime Salgado Pereira que contou detalhadamente o que fez. Foi desmanchada a torre central que cedeu lugar a duas torres laterais. Todo o madeirame do teto foi trocado, substituindo-se o telhado. O fato é que as telhas originais (de bica) tinham sido trocadas por telhas francesas (planas). O Padre Jaime, então, substituiu as telhas francesas por telhas coloniais. O coro, construído em madeira, estava inseguro e muito difícil de ser recuperado. Foi, portanto, substituído por uma armação de concreto. Foram abertos mais dois arcos no interior da igreja, interligando-se as portas laterais. A pintura foi totalmente refeita e a instalação elétrica foi reestruturada. Além da pintura, o piso também foi refeito. A sacristia que era um cubículo atrás do altar-mór, foi deixada a servir apenas como área de trânsito, construindo-se uma ampla sacristia na parte detrás da igreja, ladeada por dois cômodos em continuação às capelas laterais, que se transformaram em escritório e sala de reuniões. Além disso, todas as janelas foram adornadas com vitrais, retratando cenas do Novo Testamento.
As modificações feitas na Matriz, eram necessárias. Elas não foram feitas apenas pelos sacerdotes, mas, também, com a ajuda do povo andrelandense e sob a coordenação auxiliar de uma equipe de paroquianos. Arquitetonicamente, aquela bucólica torre europeia, ímpar, que lembrava os países gelados, destoava do resto do conjunto. As duas torres vieram suscitar o modelo barroco original. Por outro lado, tantas modificações feitas no interior da Matriz acabaram por estragar sua pintura original. Contudo, a sua fachada continua com o mesmo talhe original, conforme se pode observar através de fotos que ainda existem em poder de particulares.
Em 1991, novas reformas foram feitas: a troca do madeirame, renovação da pintura geral e alguns retoques necessários à conservação do templo. As três inovações foram a retirada da "Mesa de Comunhão" que não é mais usada na distribuição da Eucaristia, a modificação do escritório, à esquerda, tornando-se na Capela do Santíssimo Sacramento, aberta diariamente para adoração dos paroquianos e a instalação de ventiladores no interior da igreja.
A Matriz dispõe, também, de uma aparelhagem de som bem moderna, usada comumente nas celebrações e festas tradicionais. O primeiro aparelho de som, aparelho radiofônico, como era chamado, foi instalado e utilizado na Semana Santa de 1940, doado por andrelandenses residentes em São Paulo. Realiza-se anualmente a Festa da Padroeira, celebrada no dia 15 de agosto. A música e a letra do Hino de Nossa Senhora do Porto da Eterna Salvação foram compostos em 6 de agosto de 1983 pela Irmã Angélica.